# アルテミスの翼のアイドル一年生
『アルテミスの翼のアイドル一年生』（アルテミスのつばさのアイドルいちねんせい）は、InterFM897で放送しているラジオのトーク番組。

## 概要
女性アイドルグループ・アルテミスの翼のラジオ番組で、アイドルの厳しさを身をもって体感していく30分の音楽バラエティである。また、メンバーも知らなかった一面も発掘していく。
初回と第2回は1時間スペシャルで放送された。
毎回、収録の模様は映像付きで公式YouTubeチャンネルにアップされている。
番組公式ハッシュタグは「#アルツバ一年生」で感想や質問を募集している。

## 放送時間
- 2021年1月4日 - 、InterFM897  毎週月曜 22:30 - 23:00[1]

## 番組コーナー
メッセージ紹介
Twitterやメールで番組に寄せられた感想や質問を紹介する。
神話クイズ
アルテミスの翼のコンセプトである神話に関する知識を増やすクイズに挑戦するコーナー。
この他、心理テストといった企画もおこなっている。

### 動画
1. ↑  “【21.01.11.OA】アルテミスの翼のアイドル1年生 #2 【InterFM897】”.   YouTube (2021年1月12日). 2021年2月14日閲覧。